# 온천초등학교 (부산)
온천초등학교는 대한민국 부산광역시 동래구에 있는 공립 초등학교이다.

## 학교 연혁
- 1967.03.01 개교(27학급) (금정교18, 명륜교9)
- 1972.03.02 금강국민학교 분리(12학급)
- 1983.02.28 내산국민학교 분리(1271명)
- 2000.06.16 미리내터 개관
- 2001.06.11 전자도서실 개관

## 참고 자료
- 온천초등학교 - 한국교육학술정보원 학교알리미